# Villar y Velasco
Villar y Velasco è un comune spagnolo di 123 abitanti situato nella comunità autonoma di Castiglia-La Mancia.